# Pacajá
Pacajá este un oraș în Pará (PA), Brazilia.